# Ядерно-геофізичне опробування
Ядерно-геофізичне опробування – визначення ядерно-фізичними методами якісного складу і кількісного вмісту хімічних елементів в гірських породах без відбору проб безпосередньо в природному заляганні (в стінках гірничих виробок, свердловин, оголеннях). Використовується для оцінки потужності рудних тіл і концентрації в них корисних компонентів або технологічно шкідливих домішок. Поширене рентгенорадіометричне Я.-г.о., яке використовується для визначення елементів з сер. і високими атомними номерами (напр., руди кольорових, рідкісних і чорних металів).